# Dolno Osenovo
Dolno Osenovo (bulgariska: Долно Осеново) är ett distrikt i Bulgarien.   Det ligger i kommunen Obsjtina Simitli och regionen Blagoevgrad, i den västra delen av landet, 80 km söder om huvudstaden Sofia.
I omgivningarna runt Dolno Osenovo växer i huvudsak blandskog. Runt Dolno Osenovo är det ganska glesbefolkat, med 45 invånare per kvadratkilometer.